# Jed Allan
Pour les articles homonymes, voir Allan.
Jed Allan Brown, dit Jed Allan, est un acteur américain, né le 1er mars 1935 à New York et mort le 9 mars 2019 à Palm Desert.

## Biographie
Jed Allan joue dans de nombreuses séries américaines Lassie, Columbo, CHiPs, et enfin Santa Barbara de 1986 à 1993 dans le rôle du patriarche de la famille Capwell.
À partir de 1994, il interprète le rôle de Rush Sanders dans la série Beverly Hills 90210.

## Filmographie

### Cinéma
- 1968 : Destination: Zebra, station polaire (Ice Station Zebra) de John Sturges : Peter Costigan
- 1974 : The Photographer de William B. Hillman : Joe Hennesey
- 1975 : The Man from Clover Grove de William Byron Hillman : le hippie
- 1995 : Zero Tolerance de Joseph Merhi : Wells
- 1997 : Arlette de Claude Zidi : Wide
- 2001 : Carman: The Champion de Lee Stanley : Laracco

### Télévision
- 1964-1965 : The Secret Storm (série télévisée) : le professeur Paul Britton
- 1967 : La Grande Vallée (The Big Valley) (série télévisée) : Mark Bromley
- 1968 : Mannix (série télévisée) : Kovak
- 1968-1970 : Lassie (série télévisée) : Scott Turner
- 1970 et 1972 : La Nouvelle Équipe (The Mod Squad) (série télévisée)
- 1970-1973 : Auto-patrouille (Adam-12) (série télévisée) : Reno West / John Spencer / Officier Tony Johnson / US Marshall Chuck Stanton
- 1971 : Columbo : Rançon pour un homme mort (Ransom for a Dead Man) (Pilote no 2) : Phil
- 1971-1985 : Des jours et des vies (Days of our Lives) (série télévisée) : Donald Craig
- 1973 : The New Perry Mason (série télévisée) : David Rainey
- 1973 : Incident on a Dark Street (en), téléfilm de Buzz Kulik : Ben Maddon
- 1973 : Going Places (série télévisée) : Steve
- 1973 : Chase (série télévisée) : Josh Madison
- 1973-1974 : Docteur Marcus Welby (Marcus Welby M.D.) (série télévisée) : Chris Denby / Dr Edmund
- 1974 : Kojak (série télévisée) : Eddie Ryan
- 1974 : Thursday's Game (en) (Téléfilm) : Dick
- 1975 : Harry O (en) (série télévisée) : Ted Gilman
- 1975 : The Specialists (téléfilm) : Dick Rawdon
- 1976 : Brenda Starr (série télévisée) : Roger Randall
- 1977 : McMillan (McMillian & Wife) (série télévisée) : Alan Evans
- 1977 : Les Rues de San Francisco (The Streets of San Francisco) (série télévisée) : Dawson
- 1978 : CHiPs (série télévisée) : Jason
- 1978 : The Roller Girls (en) (série télévisée) : Ralph
- 1979 : Eischied (en) (série télévisée) : Sebring
- 1979 : Fast Friends (téléfilm) : Bernie
- 1984 : Alice (série télévisée) : Zack
- 1984 : Simon et Simon (série télévisée) : Henry Dolan
- 1985 : Le Juge et le Pilote (Hardcastle and McCormick) (série télévisée) : Laughton
- 1986-1993 : Santa Barbara (série télévisée) : C.C. Capwell
- 1991 : Her Wicked Ways (téléfilm) : Brad Duggan
- 1994 : Les Dessous de Palm Beach (Silk Stalkings) (série télévisée) : M.. Reeves
- 1994-1999 : Beverly Hills 90210 (série télévisée) : Rush Sanders
- 1995 : Complot mortel (Suspect Device) (téléfilm) : Artemus Lookwood
- 2001 : Walker, Texas Ranger (série télévisée) : Sam Cardinal
- 2001 : Six pieds sous terre (Six Feet Under) (série télévisée) : Dr Gareth Feinberg
- 2003 : Les Experts : Miami (CSI: Miami) (série télévisée) : Hal Wilcox